# Strychnos johnsonii
Strychnos johnsonii är en tvåhjärtbladig växtart som beskrevs av Hutchinson och M. B. Moss. Strychnos johnsonii ingår i släktet Strychnos och familjen Loganiaceae. Inga underarter finns listade i Catalogue of Life.